# ホタルルシフェリン
ホタルルシフェリン (Firefly luciferin、beetle luciferinとも) は、ホタル、railroad worm (Phengodidae)、starworm (Rhagophthalmidae)、コメツキムシ (Pyrophorini)の生物発光系に使用されるルシフェリンまたは発光化合物。ルシフェラーゼ (EC 1.13.12.7) の基質であり、多くのホタルの種類からの特徴的な黄色の発光に関与している。
他のすべてのルシフェリンと同様に、光を引き出すには酸素が必要である。しかし、発光にはアデノシン三リン酸 (ATP) とマグネシウムが必要であることが分かっている。

## 歴史
ホタルの発光の化学に関する初期の研究の多くは、ジョンズ・ホプキンズ大学のWilliam D. McElroyの研究室で行われた。ルシフェリンは1949年に初めて単離及び精製されたが、化合物を高収率で結晶化する手順が開発されるまでには数年を要した。これは、合成と構造の解明とともに、ジョンズ・ホプキンズ大学化学科のDr. Emil H. Whiteにより行われた。ルシフェリンのカルボキシ基を考慮して、抽出には酸塩基抽出が用いられた。ルシフェリンは、粉砕した約1万5千個のホタルの発光部位から低pHで酢酸エチルを使用して効果的に抽出することができた。構造は、赤外分光法、紫外可視近赤外分光法、および化合物を識別可能な断片に分解する合成法を組み合わせて使用することで後に確認された。

## 性質
結晶ルシフェリンは蛍光性であり、327nmにピークを持つ紫外光を吸収し、530nmにピークを持つ光を放出することが分かった。オキシルシフェリンが一重項励起状態から基底状態に緩和することで可視発光が生じる。アルカリ性溶液では、ベンゾチアゾールのヒドロキシ基の脱プロトン化に起因すると思われる吸収の赤方偏移が見られたが、蛍光発光に影響はなかった。ルシフェリンのAMPエステルであるルシフェニルアデニル酸塩は、溶液中で自然に発光することが分かっている。ホタルの種類により、同じルシフェリンを使用しても発する色が大きく異なる。Photuris pennsylvanicaの発する色の波長は552 nm（緑黄色）であり、Pyrophorus plagiophthalamusの発する色の波長は582 nm（橙色）と測定されている。このような違いはpHの変化やルシフェラーゼの一次構造の違いによるものと思われる。ホタルルシフェリンの基質を改変することで赤方偏移した発光（波長675nmまで）が得られている。

## 生物活性
in vivoでのホタルルシフェリンの合成は完全には解明されていない。D-システインと2-シアノ-6-ヒドロキシベンゾチアゾールとの縮合反応であり、化合物を合成的に生成するために使用されるのと同じ反応である、酵素経路の最終段階のみが研究されている。これは、2つの化合物の原子の放射標識とluciferin-regenerating enzymeの同定により確認された。
ホタルでは、ルシフェラーゼにより触媒されるルシフェリンの酸化により、ペルオキシ化合物である1,2-ジオキセタンが生成される。ジオキセタンは不安定であり、二酸化炭素と励起ケトンに自然に崩壊し、発光（生物発光）により過剰なエネルギーを放出する。

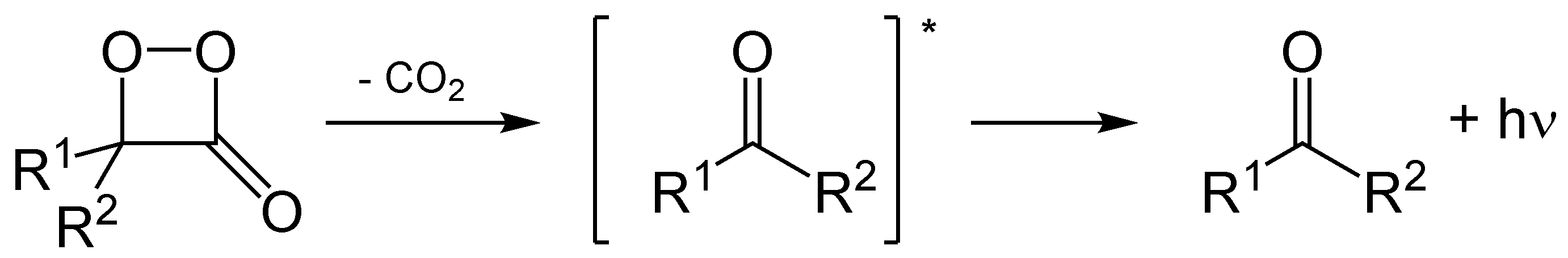
ジオキセタンのCO_{2}が失われ、励起されたケトンが生成され、発光することで緩和する。

ホタルルシフェリンとその修飾基質は脂肪酸を模倣しており、生体内の脂肪酸アミドヒロラーゼ (FAAH) の局在化に用いられている。ホタルルシフェリンは、ABCG2トランスポーターの基質であり、トランスポーターの阻害剤をスクリーニングするための生物発光イメージングハイスループットアッセイの一部として使用されている。